# Nat G. Deverich
Nat G. Deverich (alias Nathanial G. Deverich ; Nat Deverich), né le 20 février 1893 à New York, mort le 11 avril 1963 à Hollywood (Californie), est un réalisateur et assistant réalisateur de l'époque du cinéma muet.

## Filmographie

### en tant que réalisateur
- 1920 The Invisible Divorce (en)
- 1920 Witch's Gold
- 1922 The Power of Love
- 1923 Forbidden Lover

### en tant qu'assistant
- 1915 The Gray Nun of Belgium (en)
- 1917 La Petite Princesse (The Little Princess)
- 1918 The Firefly of France (en)
- 1918 The House of Silence (en)
- 1918 : À chacun sa vie (Amarilly of Clothes-Line Alley), de Marshall Neilan
- 1918 Less Than Kin (it) de Donald Crisp
- 1919 Johnny Get Your Gun (en)
- 1919 Under the Top (en)
- 1921 Le Signal de l'amour (The Love Light)

### en tant qu'acteur
- 1915 A Bad Man and Others de Raoul Walsh